# Mathías Acuña
Mathías Alexander Acuña Maciel, noto semplicemente come Mathías Acuña (Montevideo, 28 novembre 1992 – Ambato, 4 gennaio 2025), è stato un calciatore uruguaiano, di ruolo attaccante.

## Biografia
Poco prima del Natale 2024 è stato accusato dalla sua ex fidanzata Lu Rodríguez di aver commesso atti di violenza fisica e psicologica nei suoi confronti, e gli è stato imposto di portare il braccialetto elettronico. Il 4 gennaio 2025 è stato trovato morto in una stanza d'albergo ad Ambato, in Ecuador, col sospetto del suicidio.

## Caratteristiche tecniche
Era una seconda punta.

## Carriera
Cresciuto nel settore giovanile dell'El Tanque Sisley, aveva esordito in prima squadra il 17 marzo 2013 disputando l'incontro di Primera División Profesional perso 1-0 contro il River Plate (M).